# Pediomelum
Pediomelum (лат.) — род многолетних травянистых растений семейства Бобовые (Fabaceae). Виды рода произрастают в США и Мексике, а также на юге Канады.

## Описание
Pediomelum — многолетние растения с пальчато-сложными листьями. Стебель прямой с соцветиями из синих или фиолетовых цветков. Плоды  — опушённые бобовые стручки, содержащие семена, похожие на бобы. У некоторых видов деревянистые корни, в то время как у других — крахмалистые клубневидные корни, которые можно употреблять в пищу как корнеплоды или перемалывать в муку. Многие виды имеют синонимы с родом Psoralea.

## Виды
В роде Pediomelum признаны следующие виды (2025): 
- Pediomelum argophyllum (Pursh) J.W.Grimes
- Pediomelum aromaticum (Payson) W.A.Weber
- Pediomelum californicum (S.Watson) Rydb.
- Pediomelum canescens (Michx.) Rydb.
- Pediomelum castoreum (S.Watson) Rydb.
- Pediomelum cuspidatum (Pursh) Rydb.
- Pediomelum cyphocalyx (A.Gray) Rydb.
- Pediomelum digitatum (Nutt.) Isely
- Pediomelum esculentum (Pursh) Rydb.
- Pediomelum humile Rydb.
- Pediomelum hypogaeum (Nutt.) Rydb.
- Pediomelum latestipulatum (Shinners) Mahler
- Pediomelum linearifolium (Torr. & A.Gray) J.W.Grimes
- Pediomelum megalanthum (Wooton & Standl.) Rydb.
- Pediomelum mephiticum (S.Watson) Rydb.
- Pediomelum palmeri (Ockendon) J.W.Grimes ex Gandhi
- Pediomelum pariense (S.L.Welsh & N.D.Atwood) J.W.Grimes
- Pediomelum pentaphyllum (L.) Rydb.
- Pediomelum piedmontanum J.R.Allison, M.W.Morris & A.N.Egan
- Pediomelum reverchonii (S.Watson) Rydb.
- Pediomelum rhombifolium (Torr. & A.Gray) Rydb.
- Pediomelum subacaule (Torr. & A.Gray) Rydb.
- Pediomelum tenuiflorum (Pursh) A.N.Egan
- Pediomelum verdiense S.L.Welsh & Licher